# 中部管区警察局

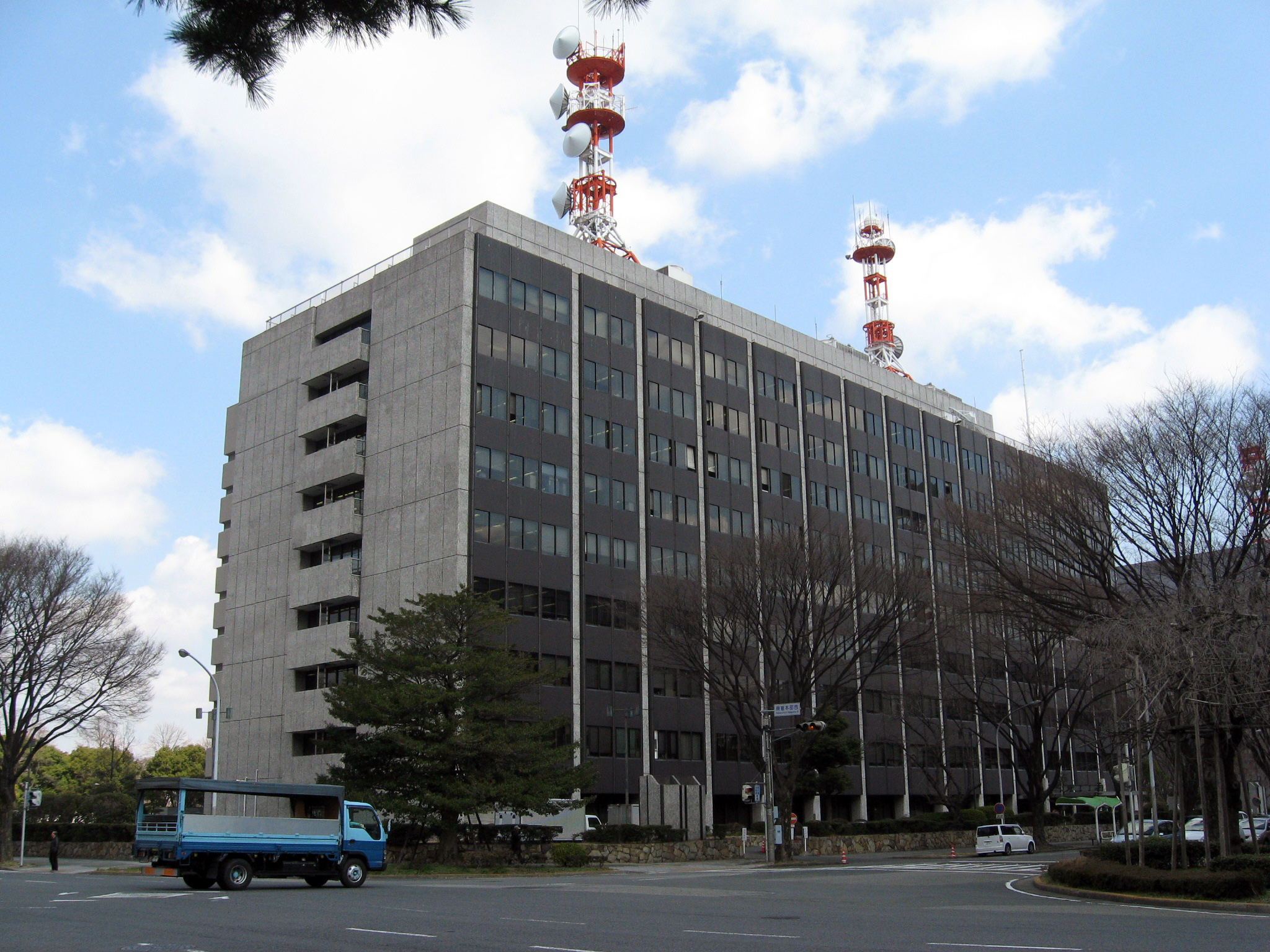
中部管区警察局が入居するビル

中部管区警察局（ちゅうぶかんくけいさつきょく）は、警察庁の地方機関である管区警察局の一つ。中部地方（東海・北陸）のうち、富山県警察・石川県警察・福井県警察・岐阜県警察・愛知県警察・三重県警察の6県警の監察、業務指導、表彰、広域捜査の調整、大規模災害への対応、警察通信事務などを行う。局長は警視監。

## 所在地
- 愛知県名古屋市中区三の丸2-1-1

## 沿革
昭和
- 1954年（昭和29年）7月1日 - 警察庁発足とともに中部管区警察局が発足。
  - 旧国家地方警察大阪警察管区のうち国家地方警察愛知県本部・国家地方警察岐阜県本部・国家地方警察三重県本部・国家地方警察福井県本部・国家地方警察石川県本部・国家地方警察富山県本部を管轄。

## 組織
- 総務監察・広域調整部
  - 警務課
  - 監察課
  - 会計課
  - 広域調整第一課
  - 広域調整第二課
  - 一宮高速道路管理室
  - 金沢高速道路管理室
- 情報通信部
  - 通信庶務課
  - 機動通信課
  - 通信施設課
  - 情報技術解析課
- 富山県情報通信部
- 石川県情報通信部
- 福井県情報通信部
- 岐阜県情報通信部
- 愛知県情報通信部
- 三重県情報通信部

### 中部管区警察学校
中部管区警察学校は愛知県小牧市に所在し、幹部教育及び訓練を行う。
- 庶務部
  - 庶務課
  - 会計課
- 教務部
  - 教務科
  - 生活安全刑事教官室
  - 交通警備教官室
- 指導部
  - 学生科
  - 警務術科教官室